# 산림측정학

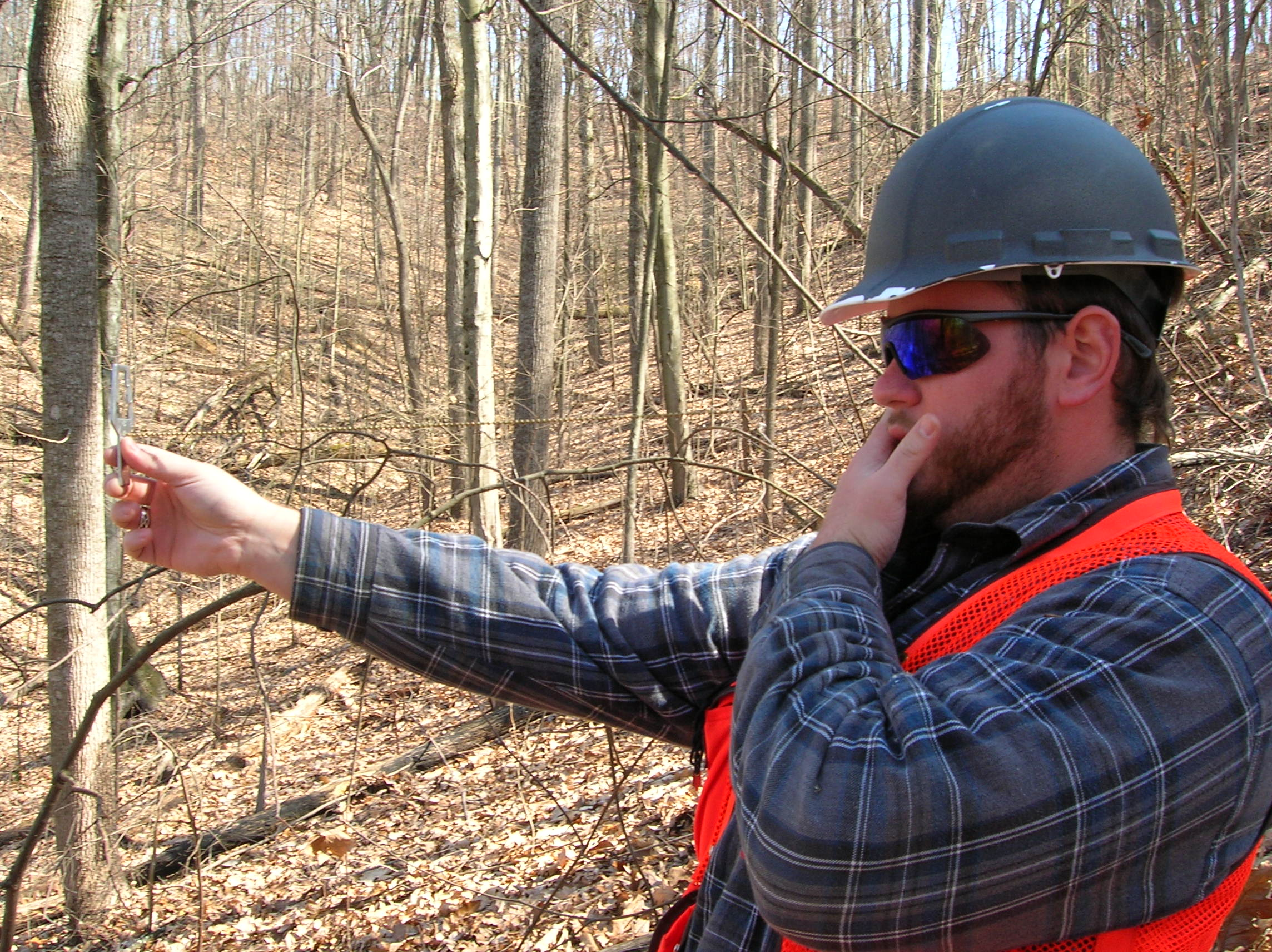
숲에서 각도 게이지를 활용하여 나무의 크기를 재는 인부의 모습

산림측정학(山林測定學, Forest Mensuration)이란 개별목, 임분, 그리고 산림에 대한 여러 가지 양적인 측정과 추정에 관한 이론과 그 실행방법을 연구하는 학문으로 산림자원학의 기초학문 분야에 속한다.
산림측정은 나무의 외형 즉, 나무의 직경과 수고 등으로부터 나무의 재적을 파악하고자 하는 것으로, 산림 측정을 통해 쉽고 정확하게 산림, 임분, 개별목의 재적이나 생장량 등 양적인 내용을 파악 할 수 있도록 한다.
산림 측정학에서는 통계적, 수학적 방식의 적용을 필수적으로 요구하는데, 이는 많은 대상 임목 또는 대면적의 임분이나 산림을 대상으로 하기 때문에 전체의 일부인 표본을 측정하여 전체를 추정하는 작업이 필요하며, 이때 통계적, 수학적 방법에 의해 객관적인 추정을 시도한다.
산림측정학의 목적은 개별목으로 구성된 임분을 수치적으로 파악하는 것이며, 상당한 수명을 갖는 나무를 대상으로 집단으로서의 임분의 특성을 양적으로 파악하는 것이다. 따라서 산림측정학은 임업을 기업적으로 경영하기 위하여 시간 경과에 따른 변천 과정의 자료를 제공하여 조림 작업이나 산림 경영에 필요한 기본 자료를 제공한다.

산림측정학의 목적
1. 정부의 산림정책 수립을 위해서이다. 전국 또는 일부 특정지역에 대한 산림 자원조사와 연구조사가 이에 속한다.
2. 영림계획을 수립하기 위한 주기적인 산림조사를 위해서이다. 최소 경영단위인 각 소반의 표준지별 임분조사를 통하여 수종의 분포, 입목도, 평균직경과 수고, 전체 산림축적, 생장조사 등을 진행한다.
3. 벌채목, 임목 또는 산림을 매매하기 위해 상품으로서의 가격을 산정하고 정확하게 양을 측정하기 위한 목적이다.

산림측정학의 역사

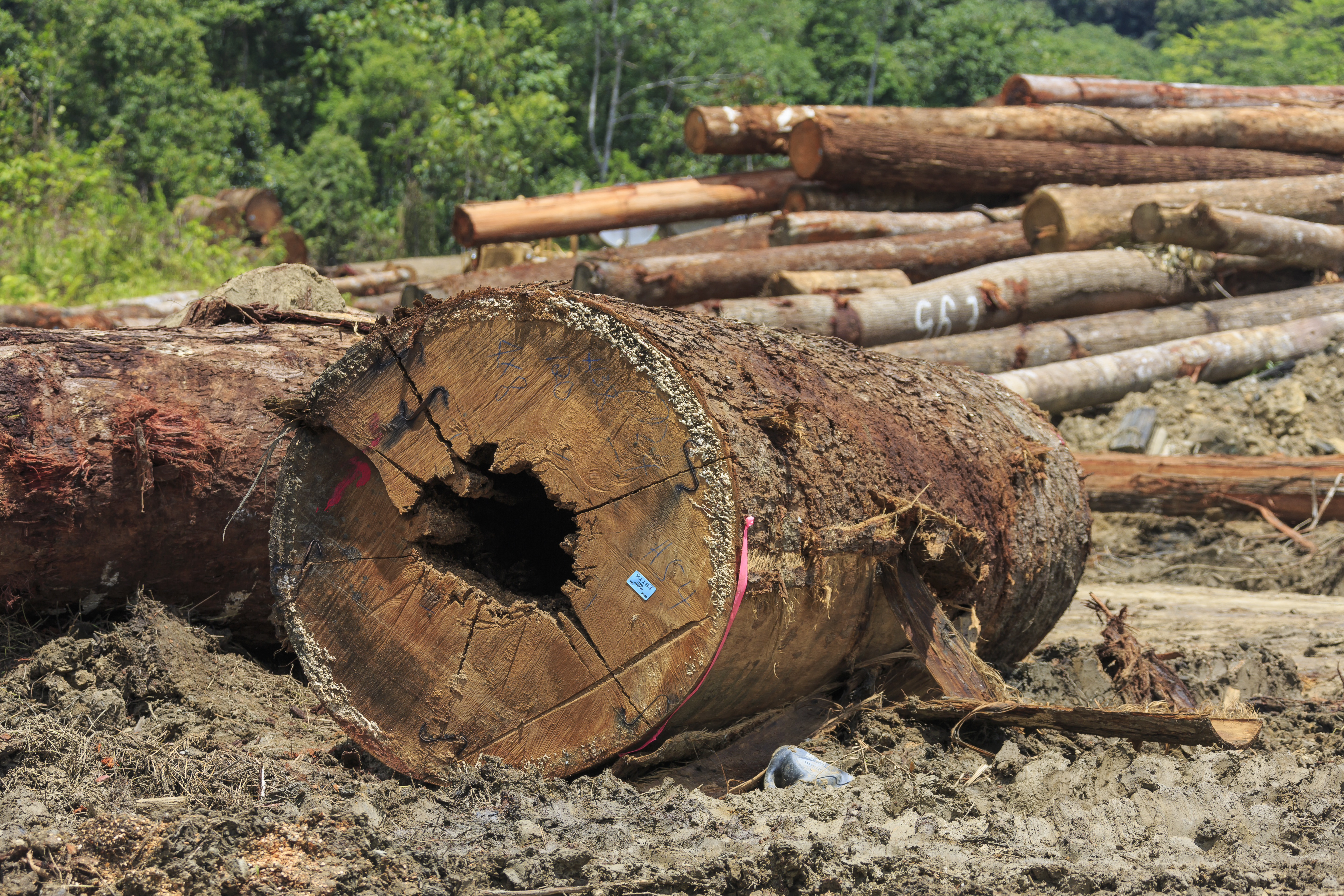
숲에서 과도한 산림 벌채가 진행중인 사진

산림자원학의 다른 학문과 마찬가지로 산림 측정학은 독일에서 시작되어 200년 이상의 역사를 가지고 있다. 독일은 과다한 벌채로 인하여 목재 기근 현상을 겪었고, 숲이 황폐화된 후 대면적 식재를 통한 숲의 복구를 시도하였다. 이러한 과정 속에서 앞으로의 숲의 변화와 시간 경과에 따른 양적 정보를 파악하기 위한 필요성이 대두되면서 시작되었다.
산림 측정학은 초기에 대부분 목측에 의해 측정하는 방법을 채택하였으며 초보적인 통계 분석 방법을 이용하였다. 이 후 필요에 의해 여러가지 정밀한 측정기구가 개발되고 통계학의 발달과 함께 좀 더 정밀한 측정 방법이 적용되면서 오늘날에 이르게 되었다.
이러한 과정 속에서 숲을 양적으로 파악하는 방법은 두 가지 방향에서 접근 되었는데, 이 두가지 흐름은 시대 상황에 따라 변하면서 발전해 왔다. 첫 번째 방법은 귀납적인 방법으로 각각의 개별목을 합해 전체를 파악하는 방법이며, 두 번째 방법은 연역적인 방법으로 숲을 대표하는 평균치를 찾아 전체 본수로 곱하여 전체를 양적으로 파악하는 방법이다. 근래의 경향은 컴퓨터의 발전으로 인해 귀납적인 방법에 치우치는 경향이 있으나, 전반적인 흐름은 두 가지 방법을 절충하는 방법을 채택하고 있다.